# 上國料萌衣
上國料 萌衣（かみこくりょう もえ、1999年10月24日 - ）は、日本の元歌手、元アイドル、元モデル。女性アイドルグループ・アンジュルムの元メンバー（4期）である。2023年6月22日から卒業までアンジュルムの3代目リーダーをつとめた。
熊本県出身、鹿児島県生まれ。アップフロントプロモーション所属。

## 略歴
高橋愛や新垣里沙など、モーニング娘。のプラチナ期のメンバーに憧れていたため、2014年に「モーニング娘。'14 ＜黄金(ゴールデン)＞オーディション」を受けるが落選。そのため、ハロー!プロジェクトの楽曲を好きになることが出来ない時期もあったが、アンジュルムの「大器晩成」の歌詞に影響され、ハロー!プロジェクトのメンバーになりたいと思うようになり、2015年7月より行われた「2015アンジュルム新メンバーオーディション」を家族に内緒で応募した。オーディションの期間は約3か月で、最終審査という名目で事務所を訪れた際、オーディションに合格したことを聞かされた。なお、合格したのは上國料1人のみであり、熊本県出身のメンバーがハロー!プロジェクトに加入するのは初めてとなる。
2015年11月11日にクラブチッタ川崎で行われたアンジュルムの「出すぎた杭は打たれない/ドンデンガエシ/わたし」リリースイベントにおいて、アンジュルムに加入することが発表された。オーディションの審査員であるたいせいには「彼女の最大の魅力は「ピュア」なところ」「スッと立っているだけで目を引く、不思議な魅力を持つ」などと評価された。ステージデビューは同年12月31日に行われた『Hello! Project COUNTDOWN PARTY 2015 〜GOOD BYE & HELLO!〜』で、2曲目「大器晩成」ではフォーメーションを間違えるというミスをしたが「『2度とあんな思いはしたくない』と気持ちが引き締まった」と振り返っている。
2017年10月1日より同じ事務所の中島早貴（元℃-ute）の後任として、「ボウリング革命 P★League」（BS日テレ）にレギュラー出演することになった。
2018年10月24日、1st写真集『Moe』を発売。
2019年10月1日発売の女性ファッション誌『bis』11月号（光文社）より同誌のレギュラーモデルに起用された。
2023年6月11日、同月22日より上國料がアンジュルムの次期リーダーに就任することが発表された。
2024年12月20日、2025年の春ツアーをもってアンジュルム及びハロー!プロジェクトを卒業することを発表。
2025年4月5日、6月18日の横浜アリーナ公演をもってアンジュルムおよびハロー!プロジェクトを卒業することが正式に決定したことを発表。
2025年6月6日、2nd写真集『kamiko』を発売。
2025年6月18日、横浜アリーナで行われた卒業公演を以ってアンジュルム、およびハロー!プロジェクトを卒業。

## 人物
- ニックネームは、かみこ[1]。メンバーカラーはアクアブルー[17]。
- 血液型O型[1]。身長152 cm[18]。
- 姓の「上國料」は、薩摩藩の門割制度を由来とした苗字である。但し「國」は旧字体の為、常用外漢字等の使用に制限がある一部メディアでは、新字体が含まれた「上国料」に修正して表記される。なお本人の生まれは鹿児島県で、2歳の時に熊本県に引っ越した[2]。
- サッカー部のマネージャーを務めていた時期があり、雑誌『サッカーゲームキング』の2016年6月号の表紙に掲載された際はヨーロッパの強豪チームのユニフォームを着用した[8]。
- ハリウッド女優のエマ・ストーンに似ているとファンから言われており本人も自認しているが、アンジュルムのメンバーからは、ハリー・ポッターに登場するドビーの方が似ているといじられている。
- 上國料と同じくアンジュルムの新メンバーオーディションを受験していたラストアイドルの米田みいなは、オーディション当時の上國料を見て、「かわいい、この子は受かるんだろうな」と思ったという[19]。

## 作品

### 音楽

#### 参加作品
| アーティスト | 発売日        | タイトル                                      | 規格品番 | 参加楽曲       | 備考 |
| ------------ | ------------- | --------------------------------------------- | -------- | -------------- | ---- |
| V.A.         | 2022年11月6日 | シン・カバー produced by 歌のシン・トップテン |          | 「青い珊瑚礁」 |      |

## 出演

### テレビドラマ
- ゴシップ#彼女が知りたい本当の○○ 第3話（2022年1月20日、フジテレビ） - 青野郁 役[20][21]

### テレビ番組
- ボウリング革命 P★League（2017年10月1日 - 2024年3月29日、BS日テレ） - P★Leagueサポーター[22]
- ヒルナンデス!（2021年6月2日 - 7月28日、日本テレビ） - 水曜シーズンレギュラー[23]
- アンジュルム竹内朱莉デビュー10周年記念特番～朝まで生竹内!～（2021年8月12日、BSスカパー!） - 第1部ゲスト
- 歌のシン・トップテン（2022年11月6日、日本テレビ）[24]
- ラヴィット!（2023年4月3日 - 6月26日、TBSテレビ）- 月曜「ラヴィット!ファミリー」（シーズンレギュラー）[25]

### 劇場アニメ
- カメの甲羅はあばら骨（2022年10月28日、イオンエンターテイメント、アスミック・エース） - フラミンゴ塚フラ美 役[26]

### ラジオ
- HELLO! DRIVE! -ハロドラ-（2016年10月 - 2019年6月、Radio NEO）
  - （2016年10月 - 2017年9月） - 木曜日担当
  - （2017年10月 - 2019年6月） - 金曜日担当

### CM
- ピザーラ（テレビCM）
  - よくばりクォーター「サンサンダンス篇」「お待ちかね篇」「チアダンス篇」「スポットライト篇」「ピザーラ出川篇」「出発篇」「よくばり応援団・ダンス篇」「応援・シズル篇」（2017年7月 - 2019年6月）[27][28][29][30][31][32]
  - エビマヨクォーター「エビマヨダンス篇」「エビマヨダンス うきわ告知篇」（2019年7月 - 10月）[33]
- マクドナルド（テレビCM） 
  - マックフルーリー® キットカット®「おいしいテスト篇」（2020年）[34]
  - マックフルーリー® キットカット®＆超オレオ®「どっちも、いっちゃう!?」篇（2021年）[35]
  - マックフルーリー® キットカット®ストロベリー「春一番」篇（2022年）[36]
  - マックフルーリー® 小枝™&超 オレオ® クッキー「甘い冬」篇（2023年）[37]

### イメージモデル
- クラブコスメチックス「クラブすっぴんシリーズ」（2020年 - ）[38][39]
- 靴下屋（2022年 - ）[40]

### モデル
- ヨシフクホノカ×WIND AND SEA（2021年 - ）[41]
- COHINA 2022 Spring Collection[42]
- FURFUR（2023年 - ）[43]

### コンサート
- M-line Special 2021〜Make a Wish!〜（2021年11月28日、山口KDDI維新ホール / 昼夜2公演） - ゲスト出演[44]
- M-line Special 2022 ～My Wish～（2022年7月17日、NHK大阪ホール / 9月4日、大阪メルパルクホール / 各日昼夜2公演） - ゲスト出演[45][注釈 1]

### イベント
- あざとくて何が悪いの?フェス（2022年1月10日、EXシアター六本木 / 昼夜2公演） - ゲスト出演
- 沼にハマってきいてみた ヌマーソニック2023（2023年10月29日、WITH HARAJUKU HALL / 朝昼2公演） - ゲスト出演

### 舞台
- 演劇女子部「MODE」（2016年10月1日 - 10日、全労済ホール スペース・ゼロ） - 細川美智子 役
- JKニンジャガールズ（2017年3月4日、全労済ホール/スペース・ゼロ） - 日替わりゲスト[46]
- 演劇女子部「夢見るテレビジョン」（2017年10月5日 - 15日、全労済ホール スペース・ゼロ） - 河合花子 役
- 演劇女子部 全労済ホール/スペース・ゼロ提携公演「アタックNo.1」（2018年11月29日 - 12月9日、全労済ホール スペース・ゼロ） - 早川みどり 役

## 書籍
- 身長差悩みあるあるWorld『コンプレックスにサヨウナラ!』 熊井友理奈＆ミニーズ。?（2018年10月15日、オデッセー出版、撮影：天日恵美子） [47]
  - ISBN 978-4-8470-8155-2

### 写真集
- Moe（2018年10月24日、オデッセー出版、撮影：青木衛）[10]
- kamiko（2025年6月6日、オデッセー出版、撮影：花盛友里）
  - ISBN 978-4-8470-8604-5（通常版）
  - ISBN 978-4-8470-8605-2（Amazon限定カバーVer.）

### 雑誌連載
- UTB+ 『かみこよみ』（2017年 Vol.36 - 41、ワニブックス）
- なかよし 『アンジュルムかみこ&ふなっきといっしょに!放課後ガールズトーク!!』（2018年9月号 - 2020年4月号、講談社）[48] - 船木結との共同連載。
- bis（2019年11月号 - 、光文社） - レギュラーモデル[11]

## 参加グループ
- アンジュルム（2015年 - ）
- シャッフルユニット
  - ハロプロ・オールスターズ（2018年 - 2020年）
- 企画ユニット
  - かみいしなか かな（2017年）
  - ミニーズ。?（2018年 - ）